# Paraceryx aroa
Paraceryx aroa är en fjärilsart som beskrevs av George Thomas Bethune-Baker 1904. Paraceryx aroa ingår i släktet Paraceryx och familjen björnspinnare. Inga underarter finns listade i Catalogue of Life.